# Holiday Harmony
Holiday Harmony is voor America een terugkeer naar hun traditie om de titel van een album met een "H" te beginnen. Holiday Harmony is een album met Kerstliedjes.

## Musici
- Gerry Beckley – zang, gitaar;
- Dewey Bunnell – zang, gitaar;
- Andrew Gold – alle andere instrumenten behalve
- Novi Novog – altviool.

## Composities
1. Winter wonderland (Bernard/Smith)
2. Let it snow (Cahn/Steyn)
3. White Christmas (Irving Berlin)
4. A Christmas to remember (America)
5. Have yourself a merry little Christmas (Blane/Martin)
6. Sleigh ride (Leroy Anderson)
7. Silver bells (Evans/Livingston)
8. Christmas in California (Bunnell/Gold)
9. It's beginning to look a lot like Christmas
10. Winter holidays (America)
11. Frosty the snowman (Nelson/Rollins)
12. Silent night (trad)
13. The first noel (trad)

Alle arrangementen door Andrew Gold.